# Pelawan (plaats)
Pelawan is een bestuurslaag in het regentschap Sarolangun van de provincie Jambi, Indonesië. Pelawan telt 1405 inwoners (volkstelling 2010).